# Ophiogona doederleini
Ophiogona doederleini är en ormstjärneart som först beskrevs av Jean Baptiste François René Koehler 1901.  Ophiogona doederleini ingår i släktet Ophiogona och familjen fransormstjärnor. Inga underarter finns listade i Catalogue of Life.